# Ruy Ohtake
Ruy Ohtake (São Paulo, 27 de janeiro de 1938 – São Paulo, 27 de novembro de 2021) foi um arquiteto e designer brasileiro, responsável por mais de trezentas obras realizadas no Brasil e no exterior. Foi professor da Faculdade de Arquitetura e Urbanismo da Universidade Presbiteriana Mackenzie e da Universidade Católica de Santos, e membro da Academia Paulista de Letras.

## Biografia
Filho primogênito da artista plástica Tomie Ohtake (falecida em 2015) e do agrônomo Alberto Ohtake (falecido em 1961), Ruy estudou na Faculdade de Arquitetura e Urbanismo da Universidade de São Paulo, na qual se formou em 1960.
Ruy Ohtake foi casado com a atriz Célia Helena, falecida em 1997, com a qual teve sua primeira filha, Elisa, diretora de teatro e dança. Depois, se casou com a arquiteta Sílvia Vaz e teve seu segundo filho, Rodrigo, também arquiteto.
No ano de 1999, Ohtake foi convidado para fazer parte do 20.º Congresso da União Internacional de Arquitetos, em Pequim, ao lado de Jean Nouvel e Tadao Ando. De acordo com Oscar Niemeyer, Ohtake é um dos mais legítimos representantes da arquitetura brasileira.
Em junho de 2012, Ohtake recebeu a Medalha de Anchieta e Diploma de Gratidão pela Câmara Municipal de São Paulo, através do político Chico Macena, como homenagem e reconhecimento por toda sua obra na Cidade de São Paulo, principalmente as obras voltadas para projetos sociais no bairro de Heliópolis.

## Obra arquitetônica
Entre suas mais de trezentas obras e projetos estão os hotéis Unique e Renaissance, o Parque Ecológico do Tietê, o sistema de transporte urbano Expresso Tiradentes, e a sede social e cultural do São Paulo Futebol Clube.
A partir de 1970 os seus trabalhos começam a se diversificar, incluindo bancos, indústrias e órgãos públicos, como centrais telefônicas da Companhia de Telecomunicações do Estado de São Paulo (COTESP), a Agência Butantã do BANESPA, e o Laboratório Telemétrico de Controle Ambiental da CETESB.
Em Brasília o arquiteto assinou o Royal Tulip Alvorada, o Estádio do Bezerrão, e o Brasília Shopping. No exterior, é ele o responsável pela Embaixada Brasileira em Tóquio, no Japão, e pelos jardins e pelo museu aberto da Organização dos Estados Americanos, nos Estados Unidos.
Ohtake ainda assinou o projeto de adequação do Estádio Cícero Pompeu de Toledo (Morumbi) para a Copa do Mundo de 2014 que foi realizada no Brasil.
Inspirado no movimento brutalista, projetou a Casa brutalista na década de 1970.

## Homenagens
Em setembro de 2024, foi homenageado pelo Governo do Estado de São Paulo, com a denominação da Escola Técnica Estadual (Etec) de Heliópolis em seu nome, após decreto assinado pelo Governador Tarcísio de Freitas.

## Galeria

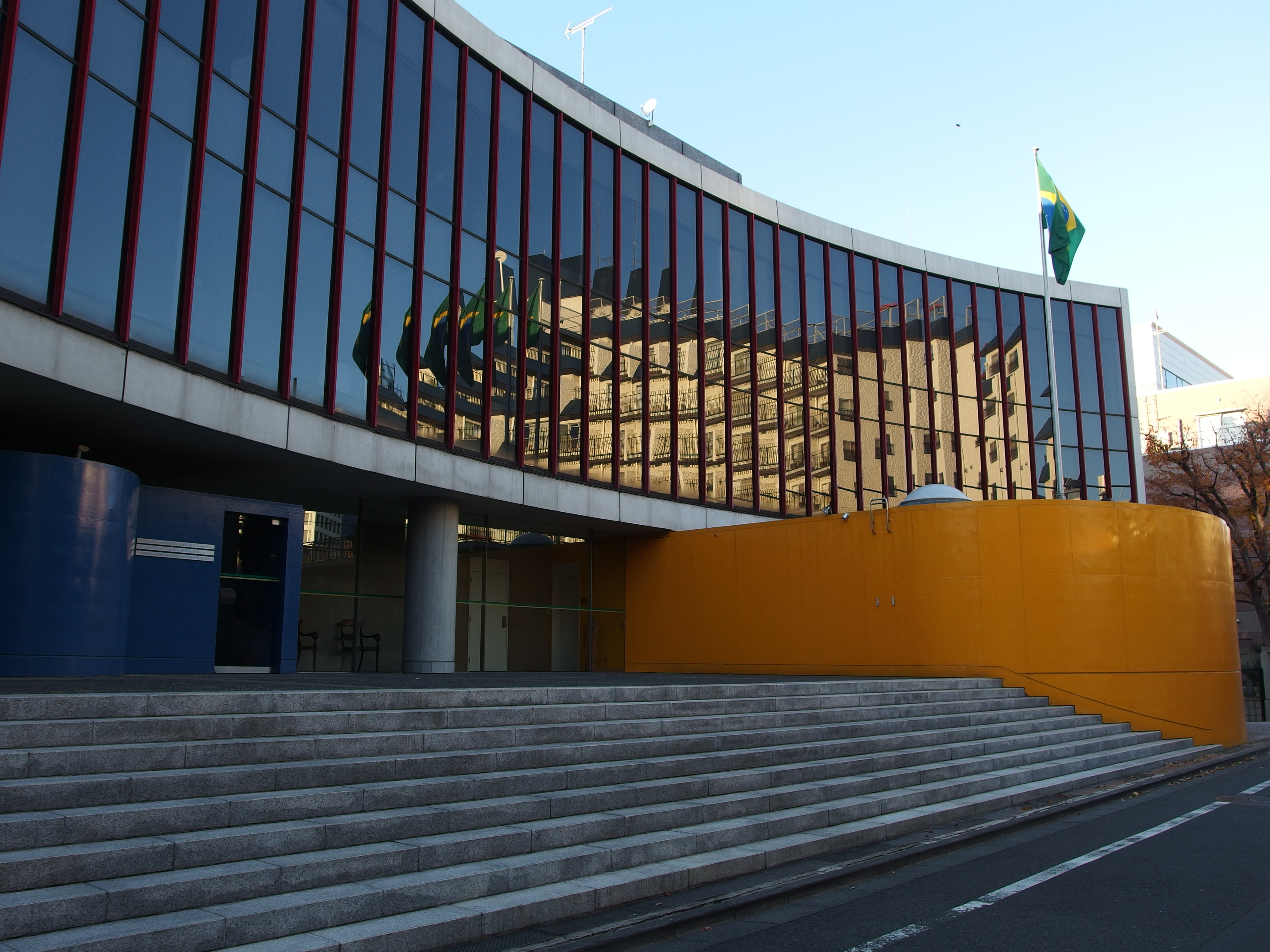
Embaixada Brasileira em Tóquio
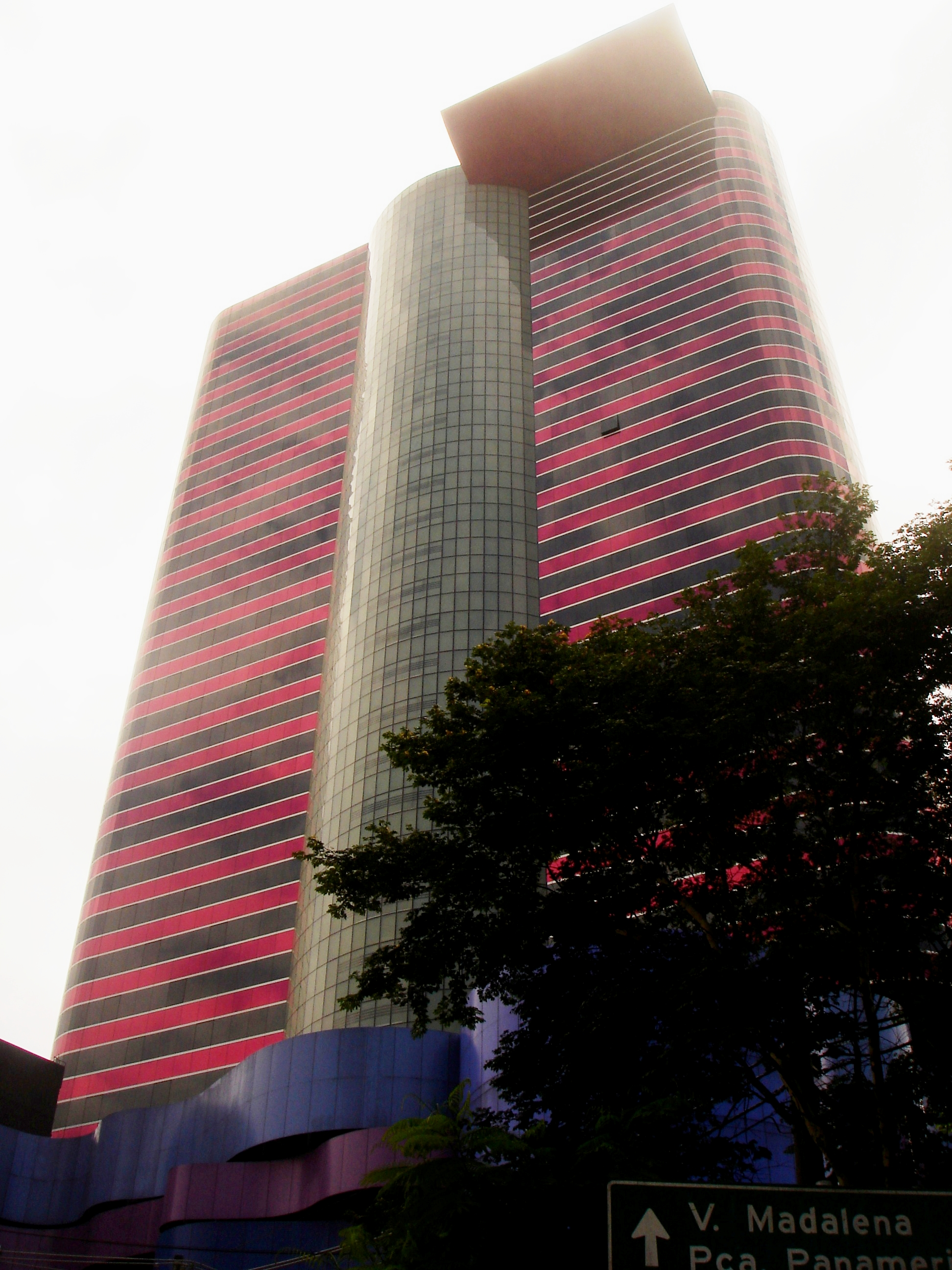
Ohtake Cultural em São Paulo
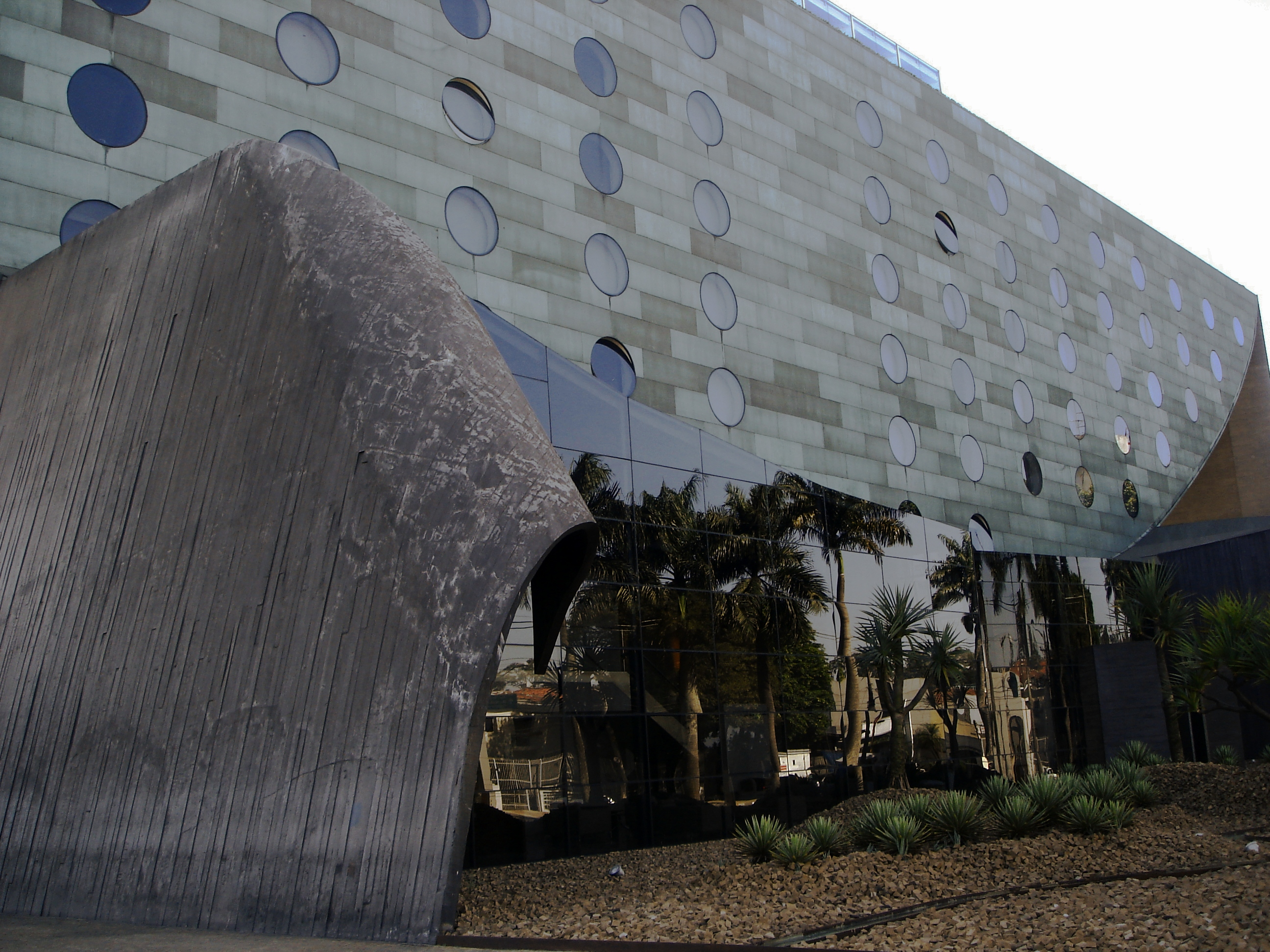
Hotel Unique em São Paulo
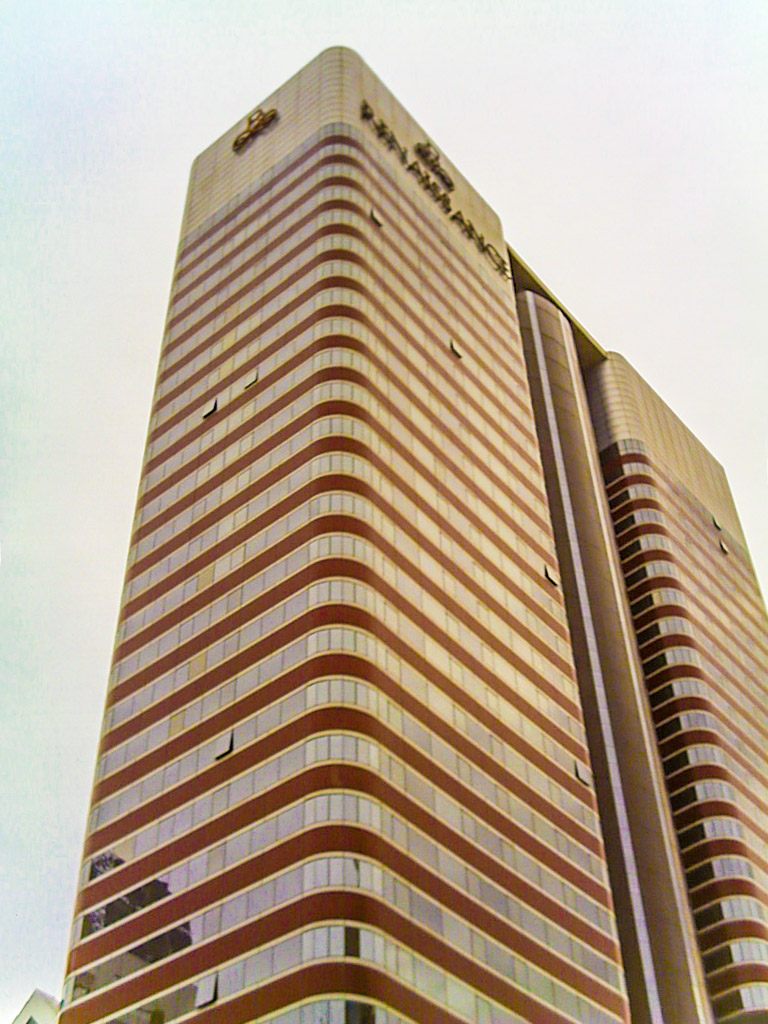
Renaissance São Paulo Hotel
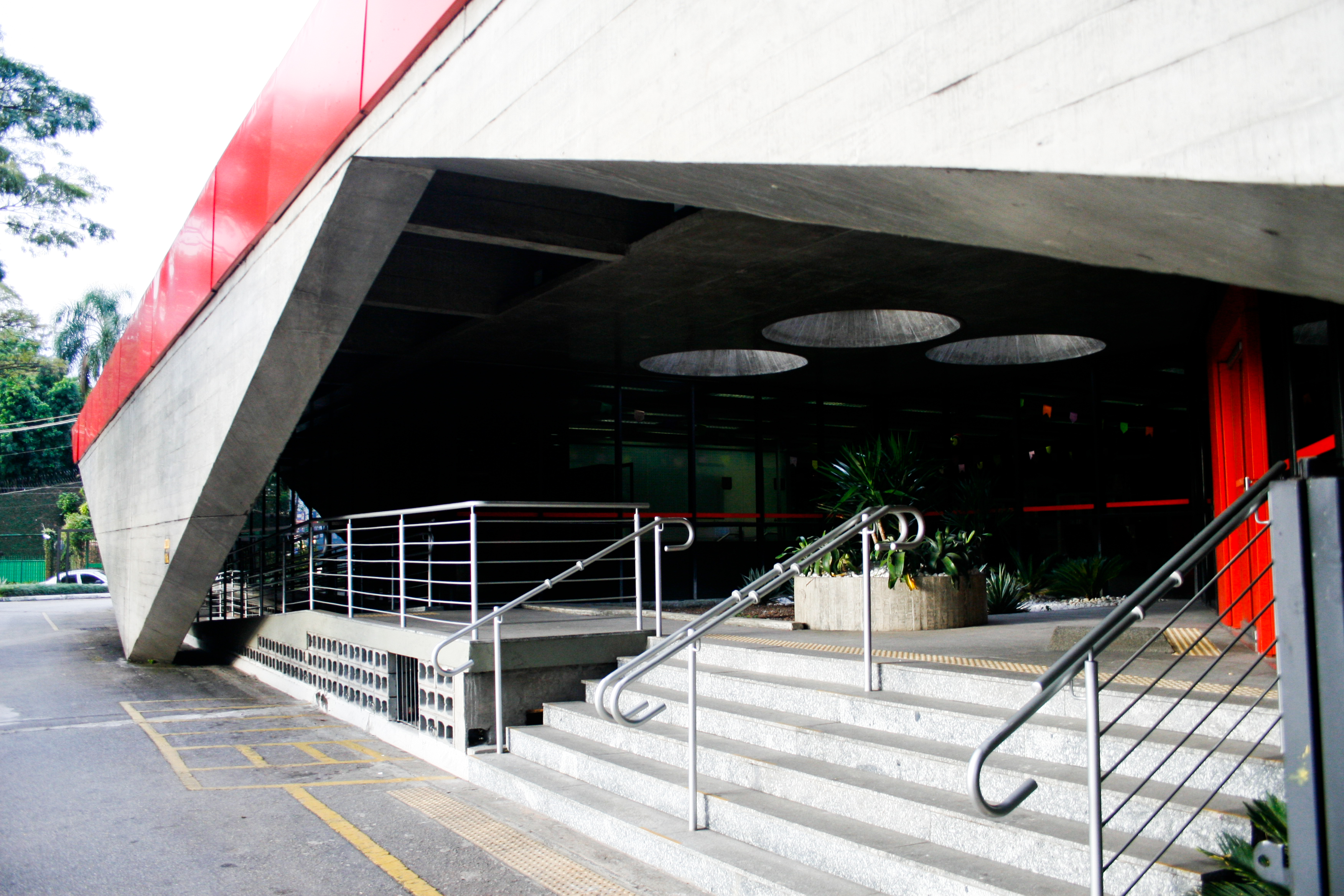
Agência Butantã do BANESPA
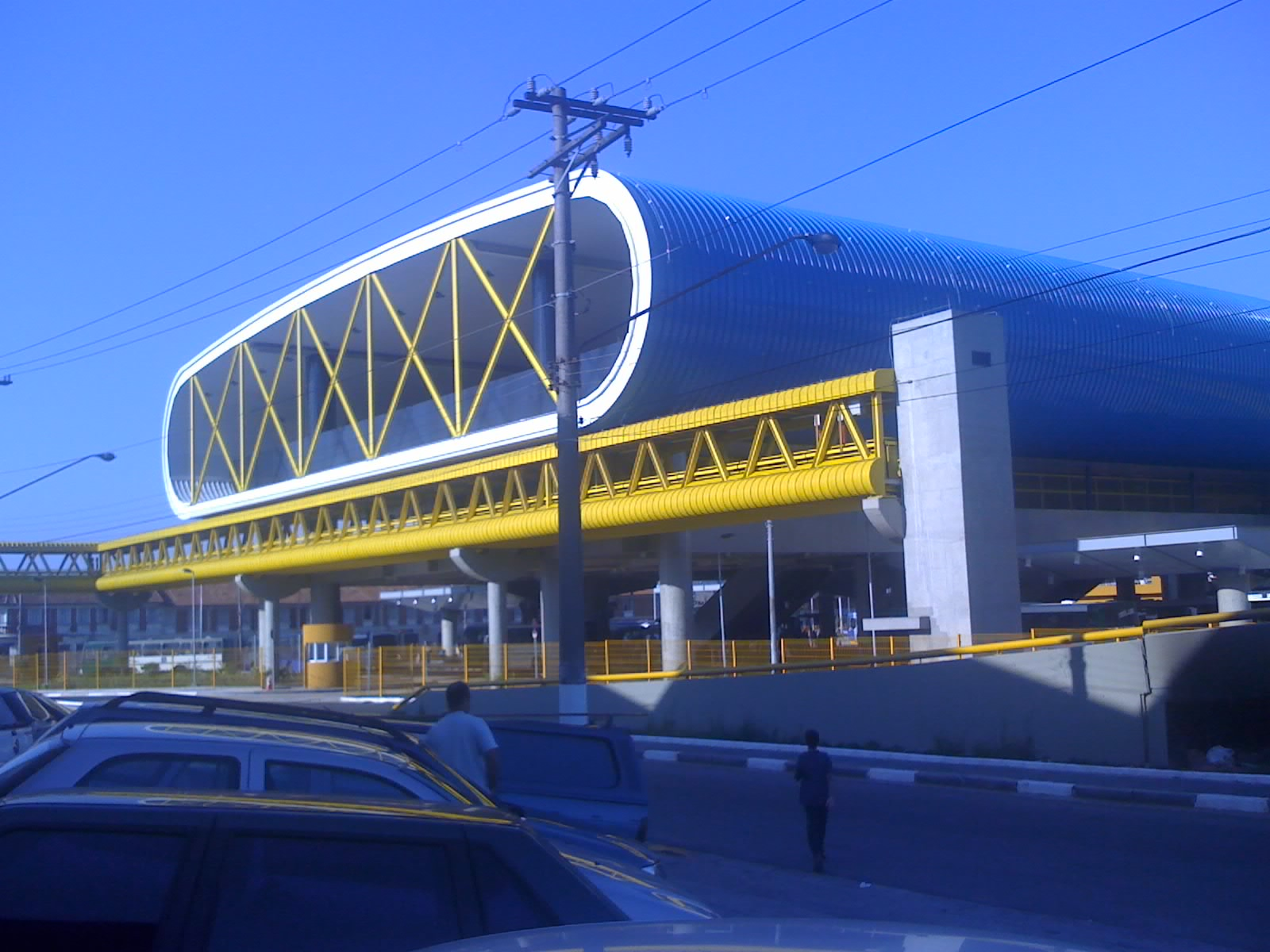
Terminal Sacomã em São Paulo
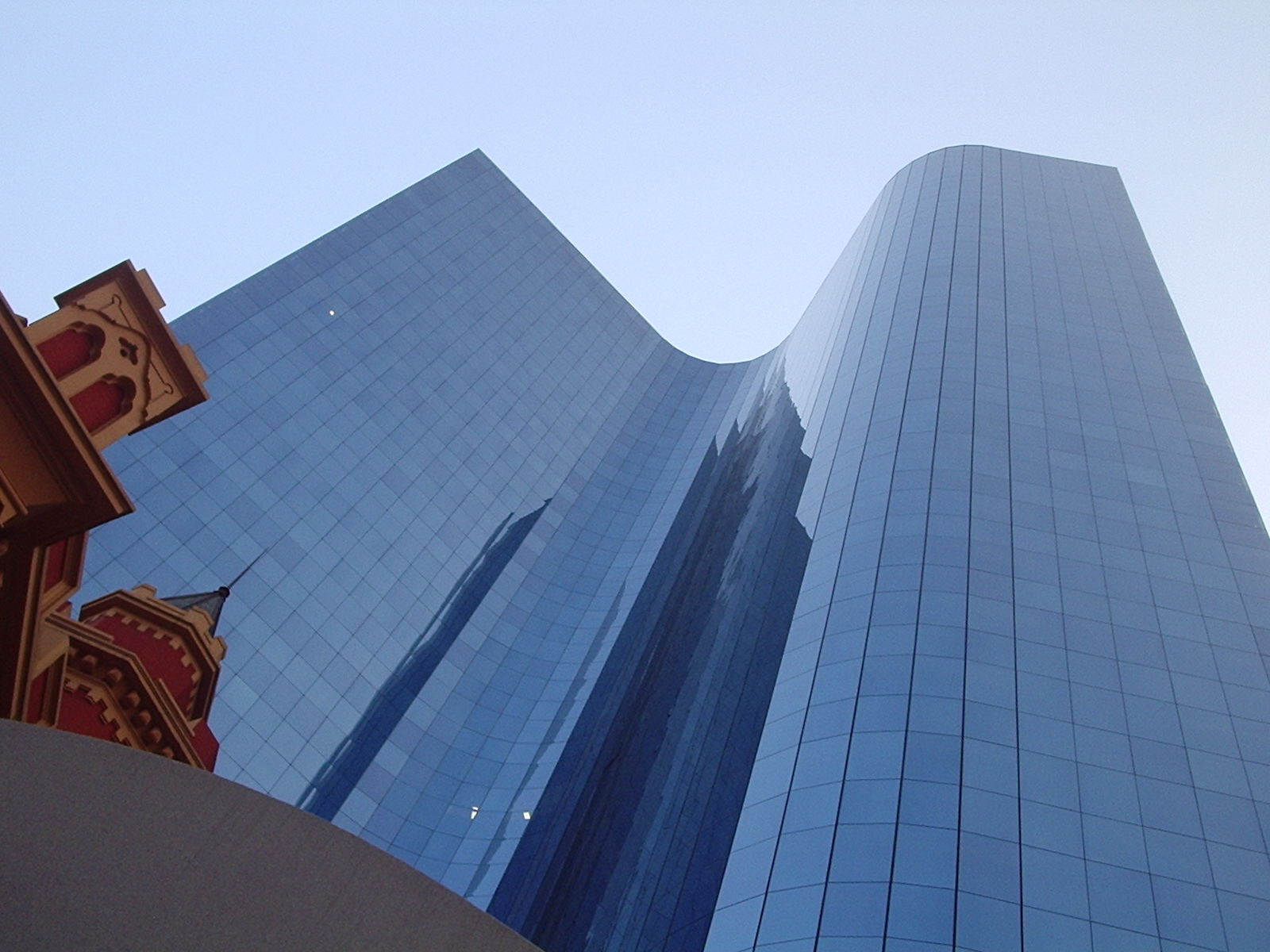
Edifício Fundação Carlos Chagas em São Paulo
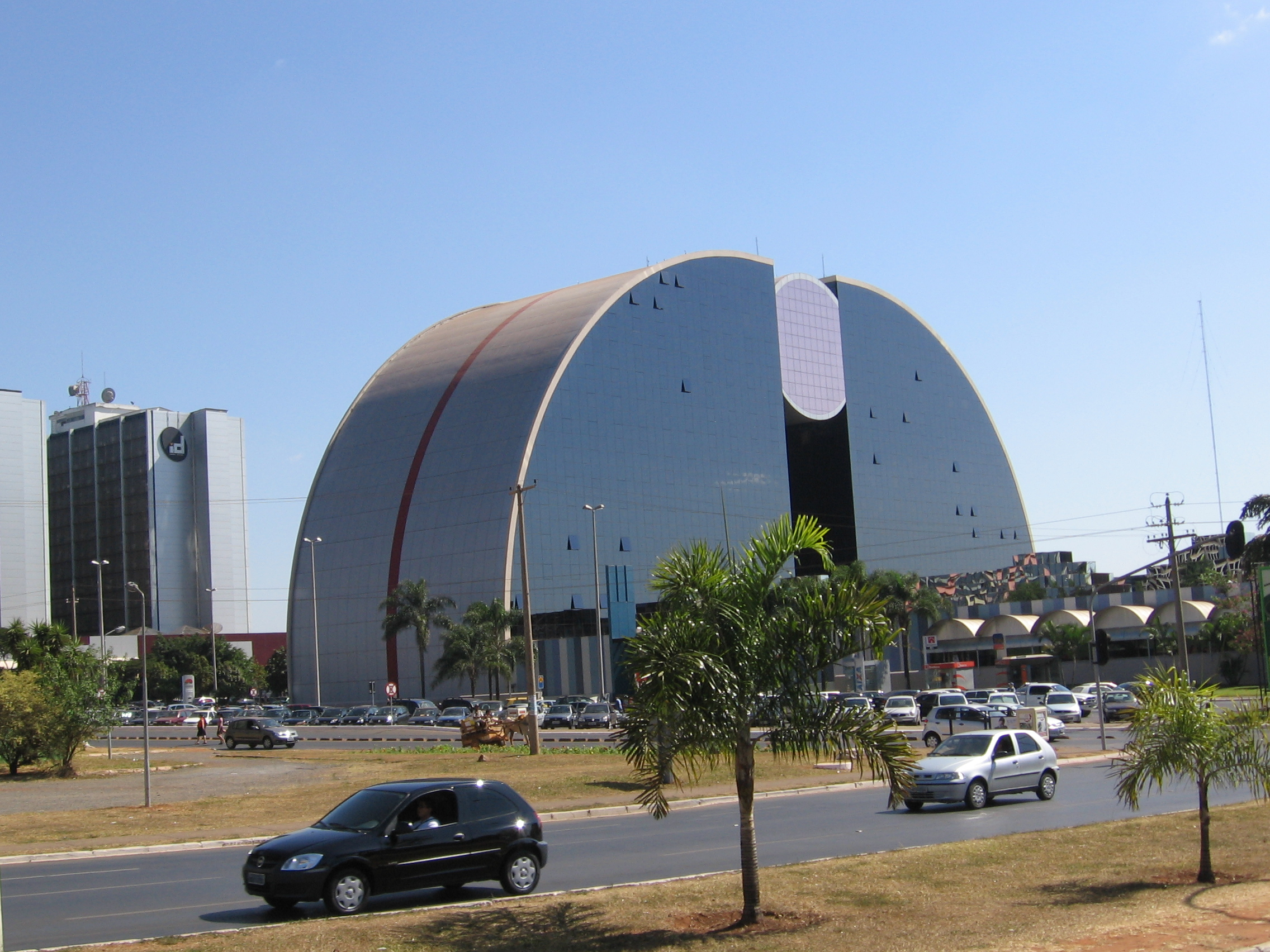
Brasília Shopping
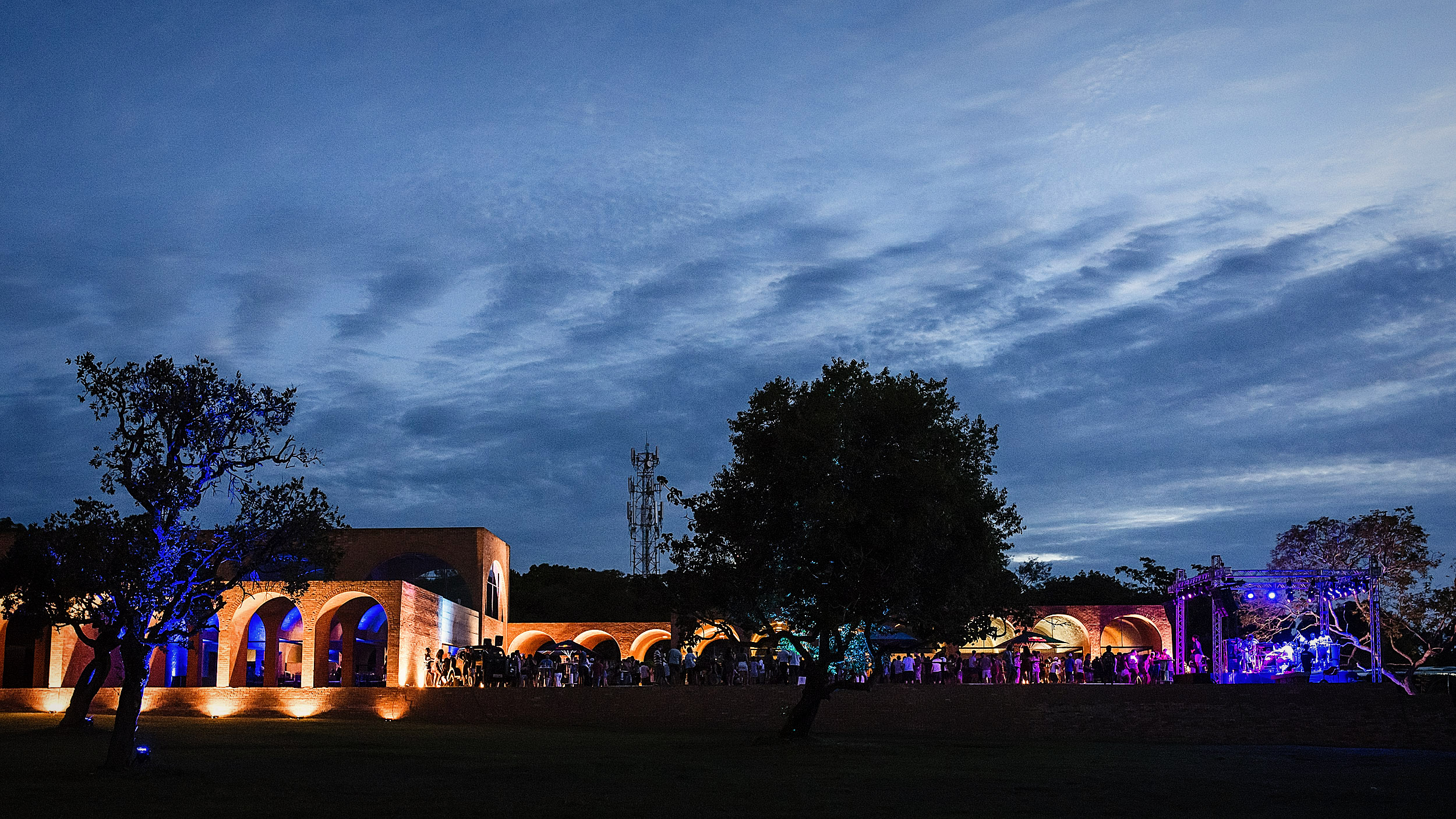
Hotel Royal Tulip Alvorada em Brasília
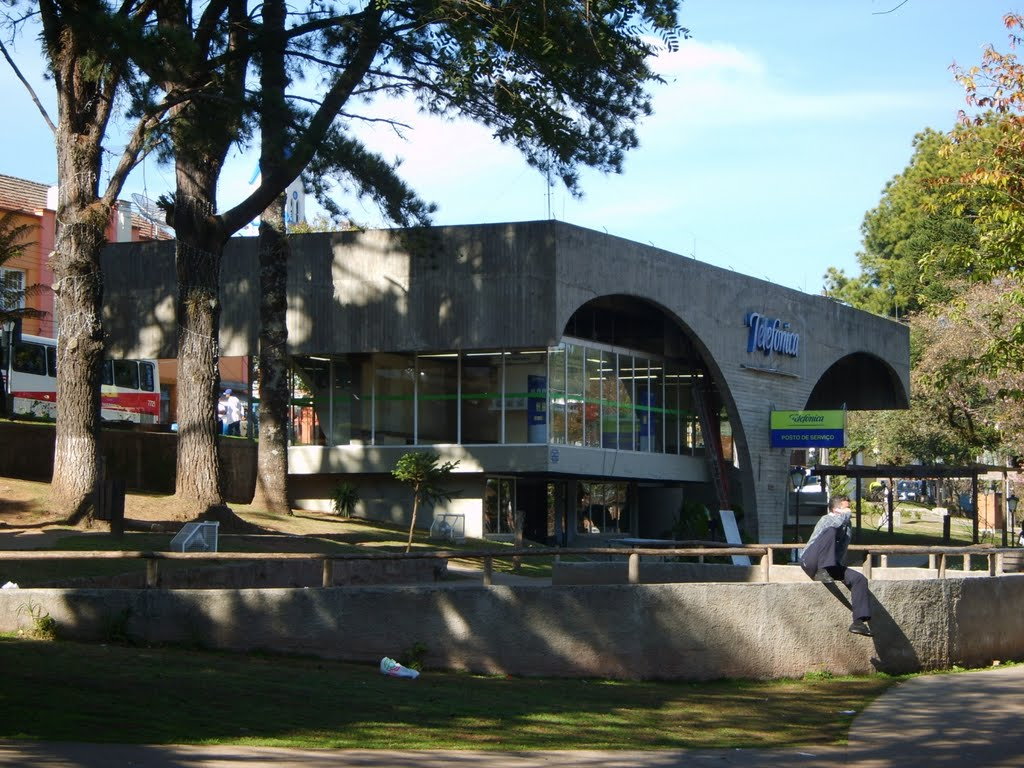
Central telefônica COTESP em Campos do Jordão